# Бонінгтон Річард Паркс
Річард Паркс Бонінгтон (англ. Richard Parkes Bonington; 25 жовтня 1802, Арнольд — 23 вересня 1828, Лондон) — англійський живописець і графік.

## Життєпис, ранні роки
Народився в містечку Арнольд поблизу Ноттінгема. Родина мала середній достаток, позаяк батько володів майстернею з виготовлення мережива. Батько сам непогано малював.
Перші художні навички син здобув у батька. Сам почав малювати акварельними фарбами. Перші твори оприлюднив на виставці в Ліверпульській художній школі в 11-річному віці.

## Переїзд до Франції
У Британії був деякий занепад в економіці й мереживо погано купували. 1817 року батько переводить бізнес у французьке місто Кале. Юнак повав навчатися під керівництвом французького художника Луї Франсе. Його керівник сам працював у Англії і працював під помітним впливом британського художника Томаса Гертина (1775—1802). 1818 року родина Бонінгтон перебралась на житло у Париж.

## В Парижі
В Парижі з 1820 року навчався в майстерні Антуана-Жана Гро і працював разом з французькими художниками-романтиками. Бонінгтон створив кілька картин в історичному жанрі, декілька портретів. Під час копіювання творів художників-попередників в музеї Лувр він познайомився з Еженом Делакруа. Звертання до історичного живопису могло бути впливом творчості Делакруа.
Згодом почав працювати у передмістях Парижа і у французьких селах, де звернувся до пейзажного живопису. Молодий художник з 1822 року почав брати участь у виставках у Паризькому салоні, де виставляв власні картини і літографії. 1824 року він отримав золоту медаль разом із британським художником Джоном Констеблом. В пошуках нових сюжетів для власних пейзажів почав працювати в місті Дюнкерк.
Серед знайомих цього періоду — художник Александр Марі Колен, що створив малюнок-портрет Р. П. Бонінгтона.
У Річарда погіршився стан здоров'я і він відбув у Лондон для лікування.

## Смерть
Помер в Лондоні від ускладнень туберкульозу 1828 року.

## Творчий спадок
Незважаючи на передчасну смерть, Річард Бонінгтон залишив більше чотирьох сотень картин, акварелей і малюнків.

## Обрані твори
- Пейзаж з візком

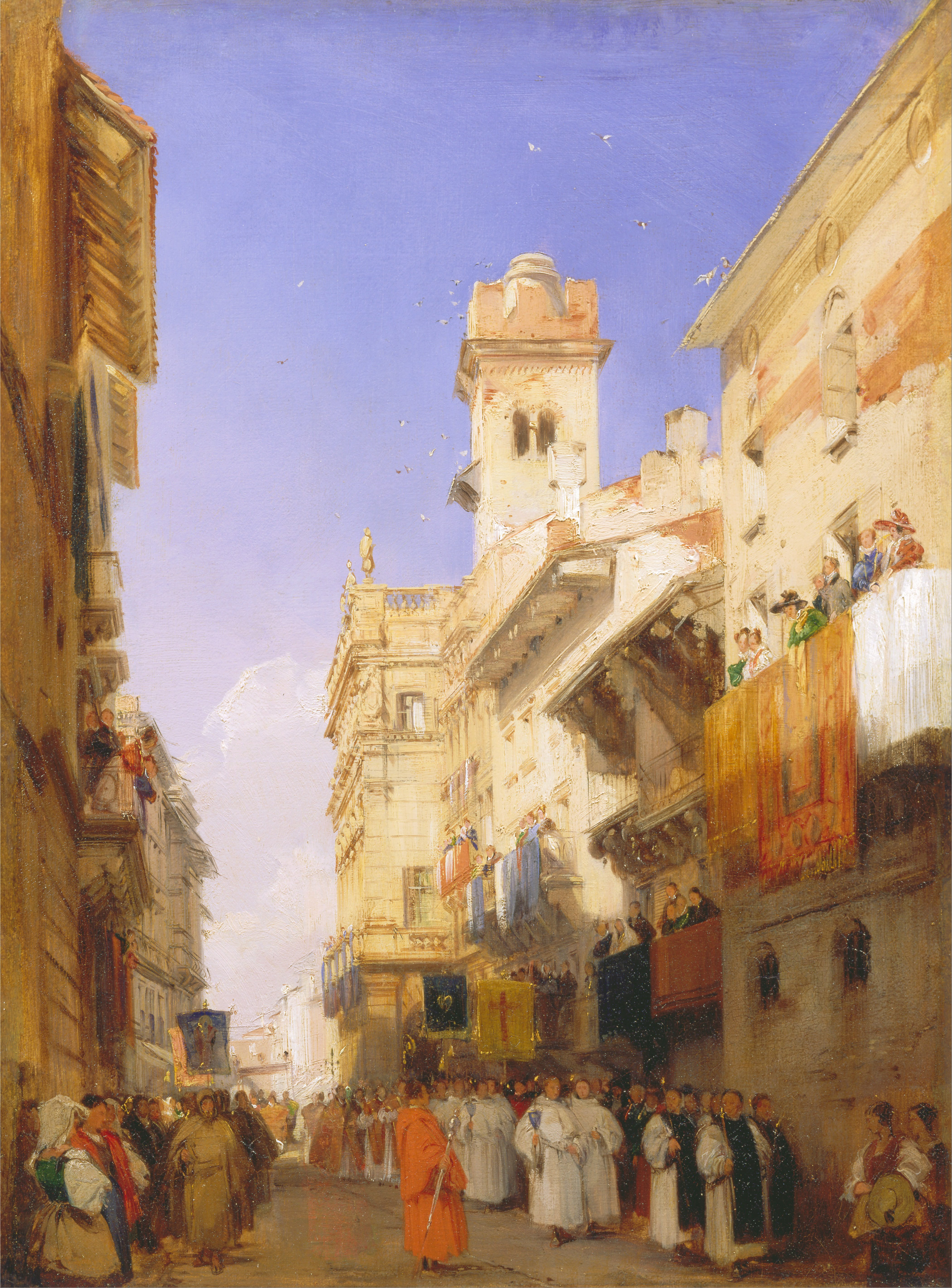
«Верона. Вулиця Св. Анастасії», 1828 р.

- Франціск І і Маргарита Наварська (Лондон)
- Човни біля берега (Ермітаж, Санкт-Петербург)
- Краєвид Руан
- Париж від Пер Лаше
- Венеція. Гранд канал", без дати
- Булонь. Затока", 1823 р.
- Венеція
- Скелясте узбережжя з човнами рибалок
- В лісі Фонтенбло, 1825 р.
- Узбережжя, 1825 р.
- Узбережжя Англії з крейдяними скелями, 1825 р.
- Узбережжя Пікардії, 1826 р.
- Баржа на річці, бл. 1826 р.
- Адріатика, 1826 р.
- Вхід у гавань Ріо де Жанейро, 1827 р.
- Бриз і човни, бл. 1828 р.
- В історичній Венеції, бл. 1828 р.
- Верона. Вулиця Св. Анастасії, 1828 р.

## Галерея обраних творів

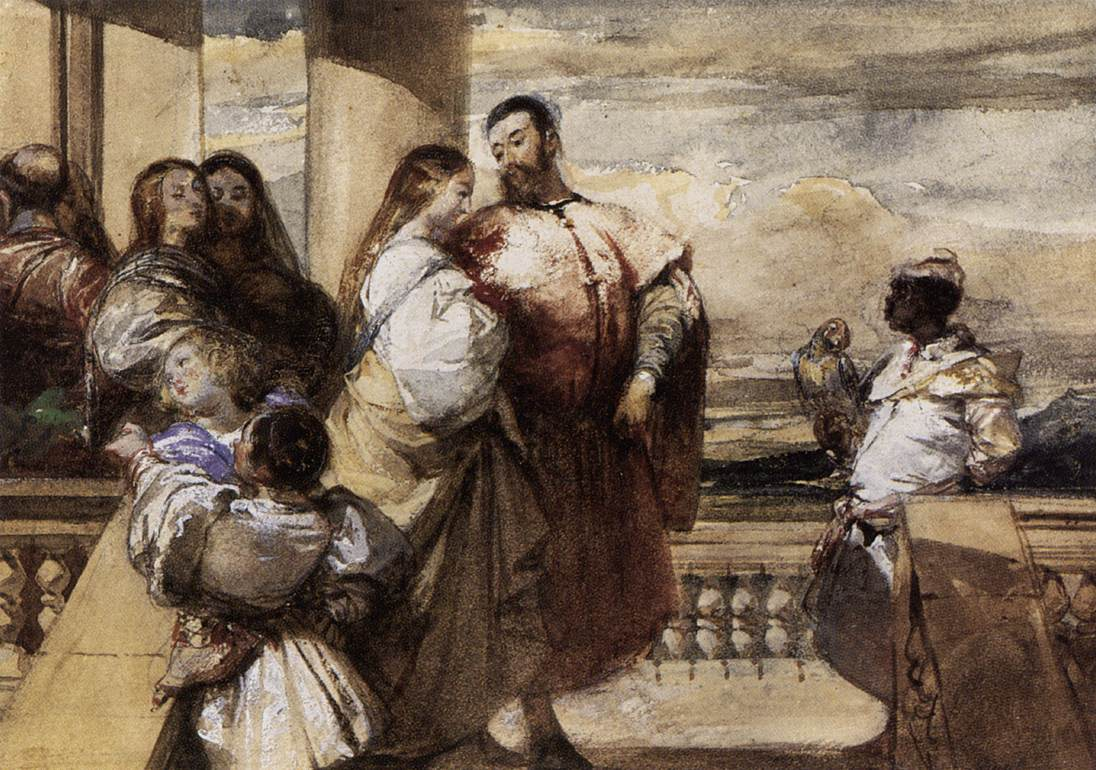
«В історичній Венеції», бл. 1828
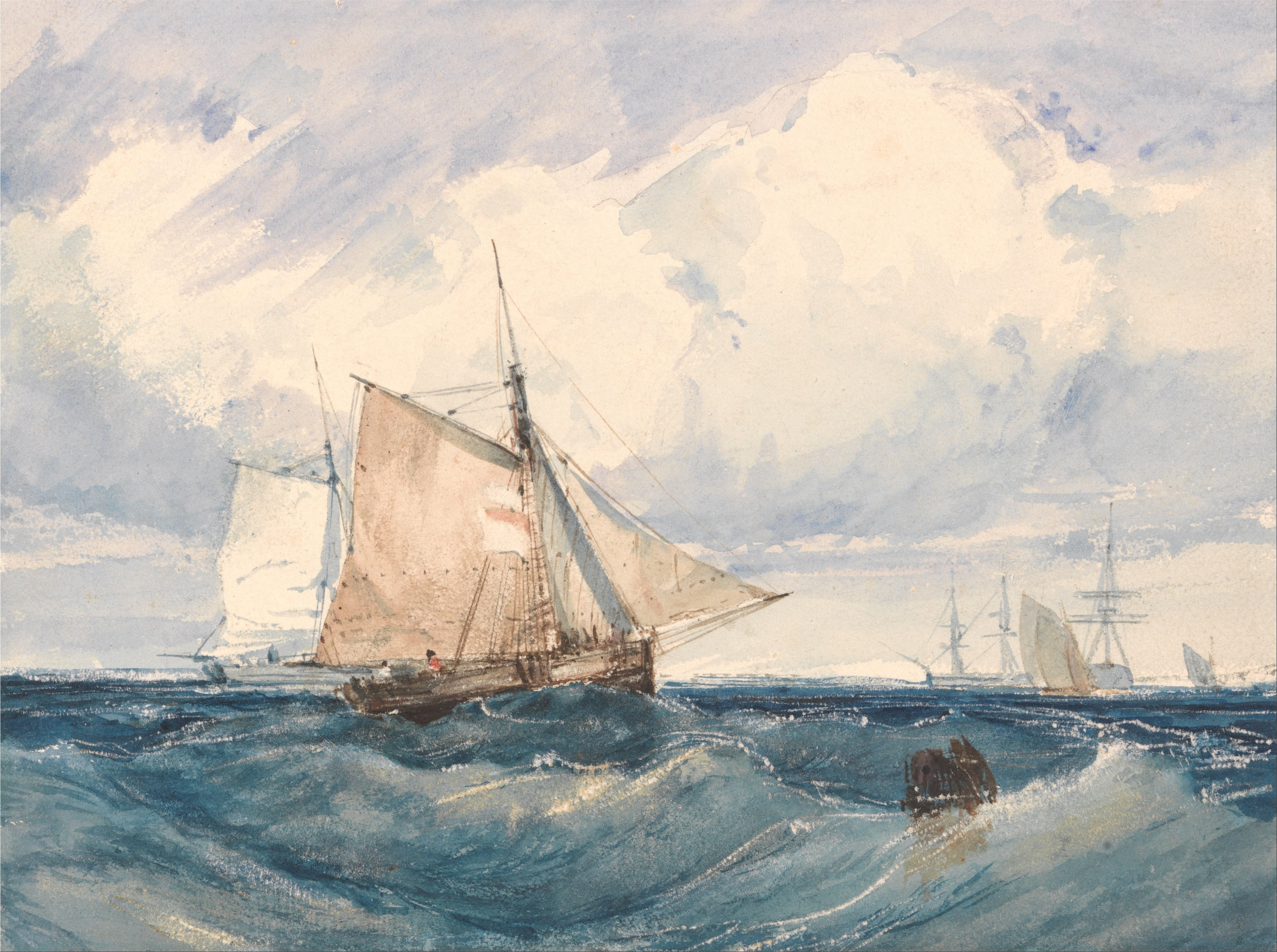
«Бриз і човни», бл. 1828
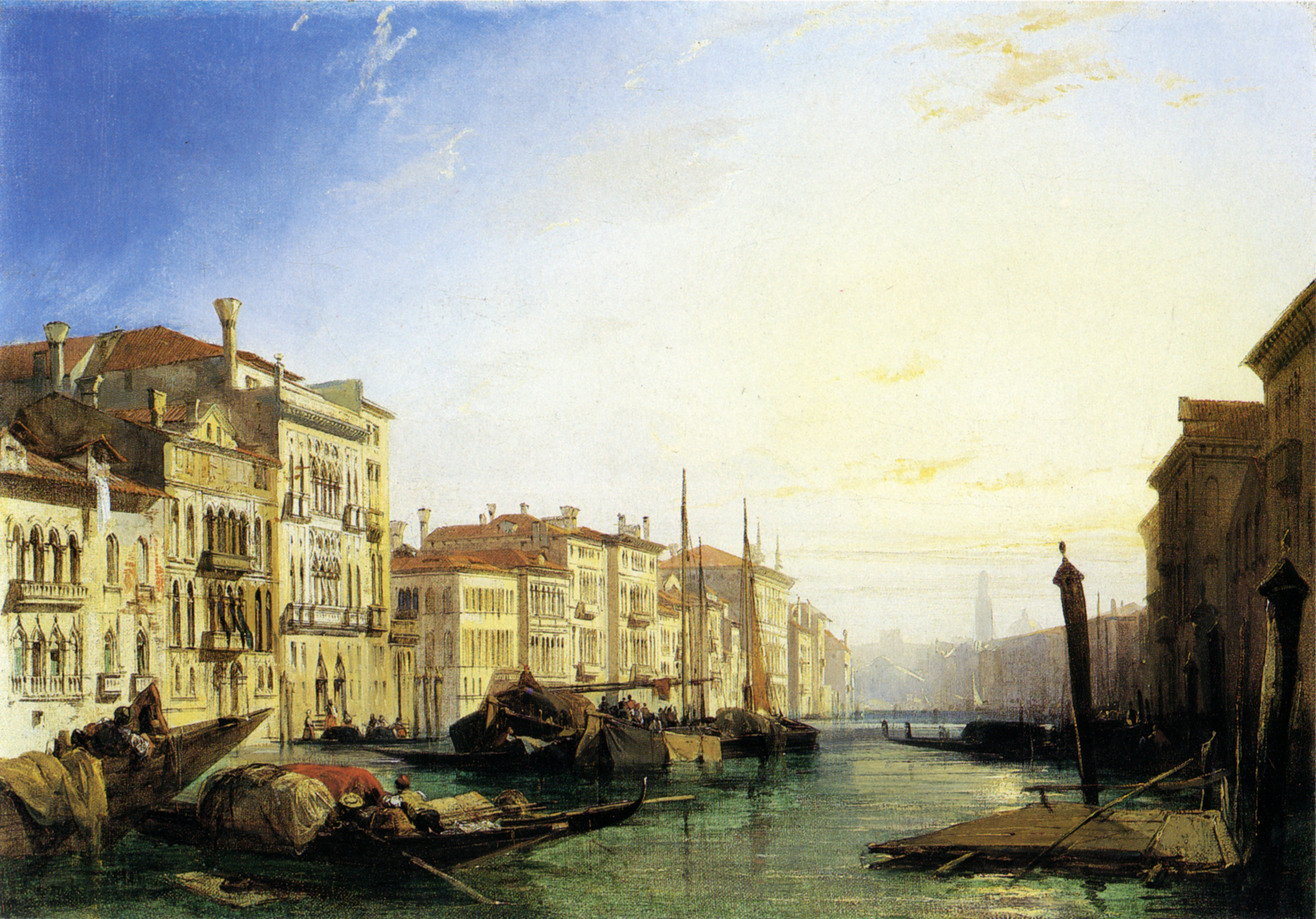
«Венеція. Гранд канал»
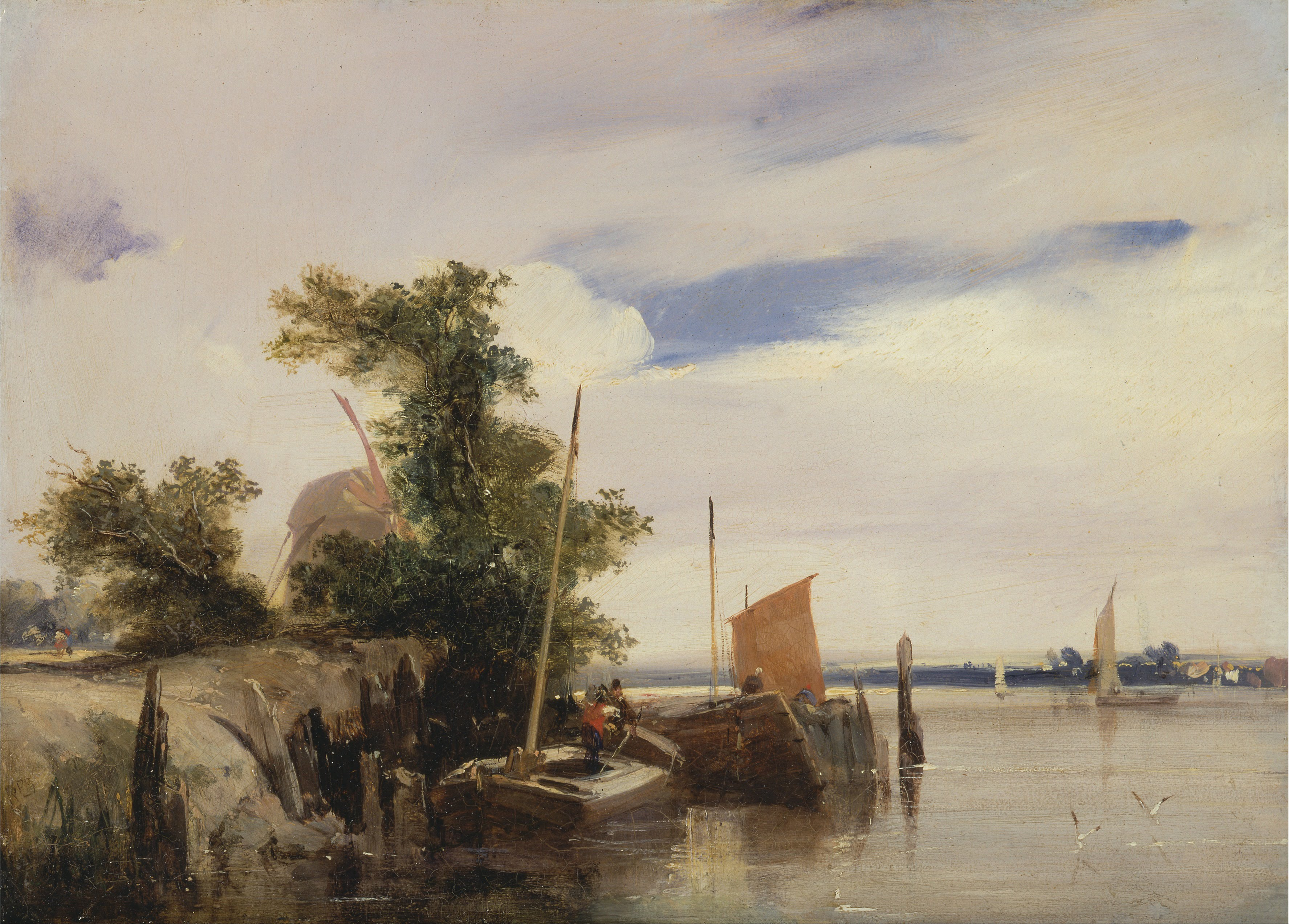
«Баржа на річці», бл. 1826
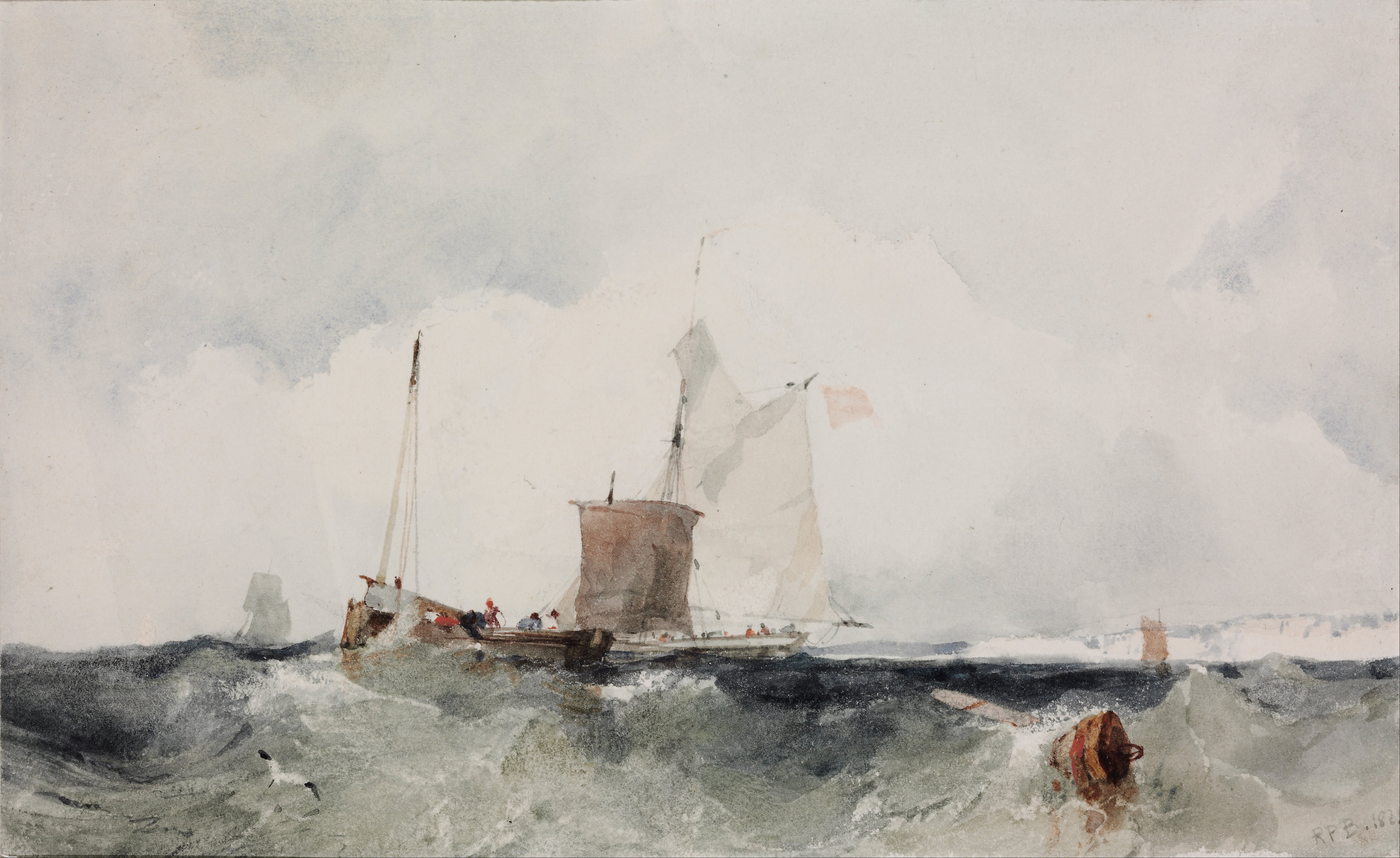
«Узбережжя Англії з крейдяними скелями», 1825
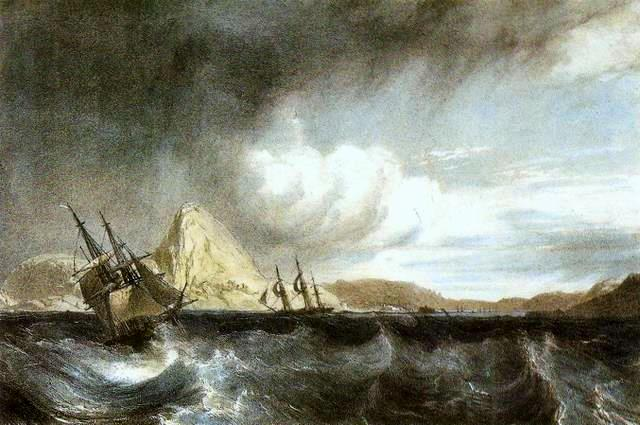
«Вхід у гавань Ріо де Жанейро», 1827
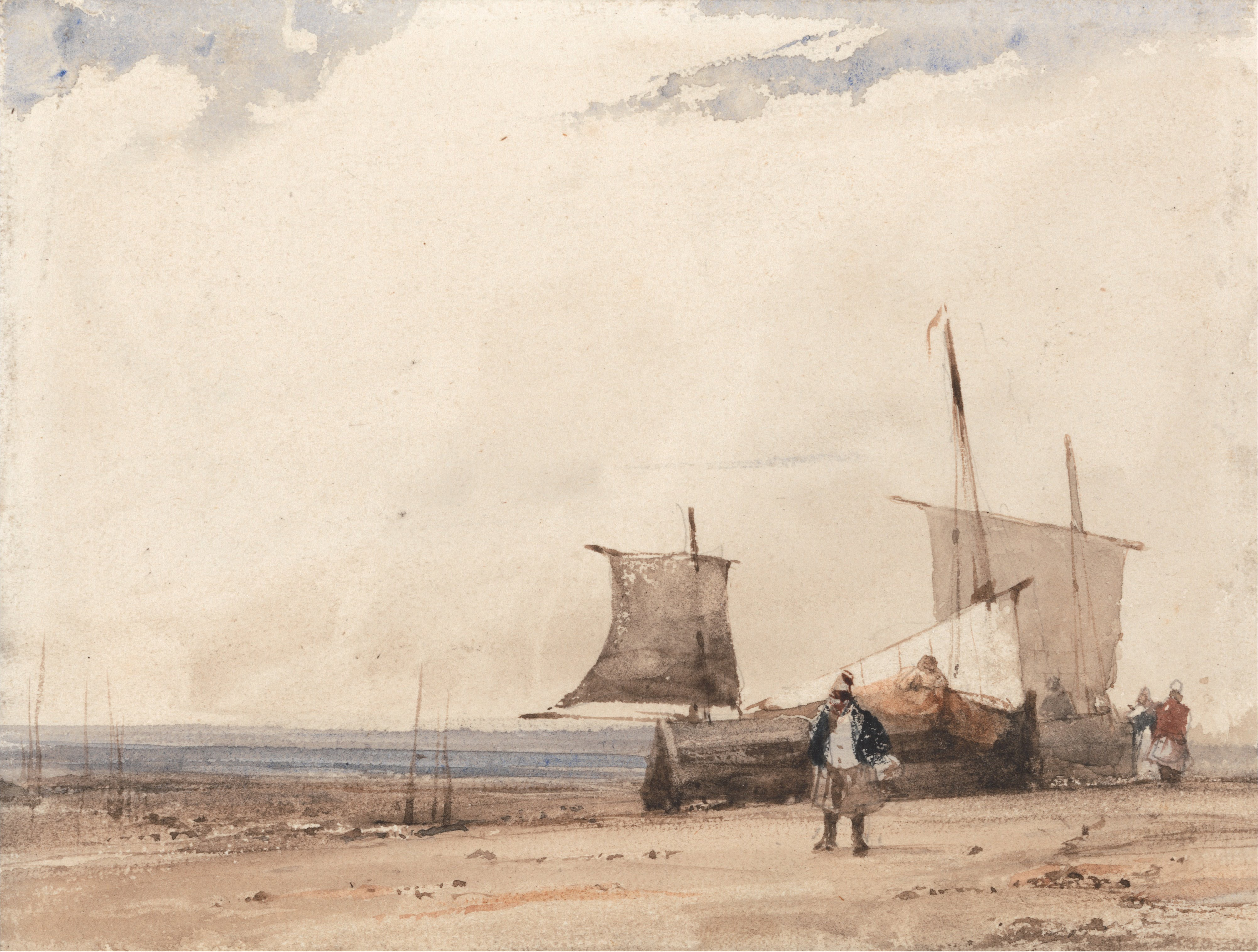
«Узбережжя», 1825
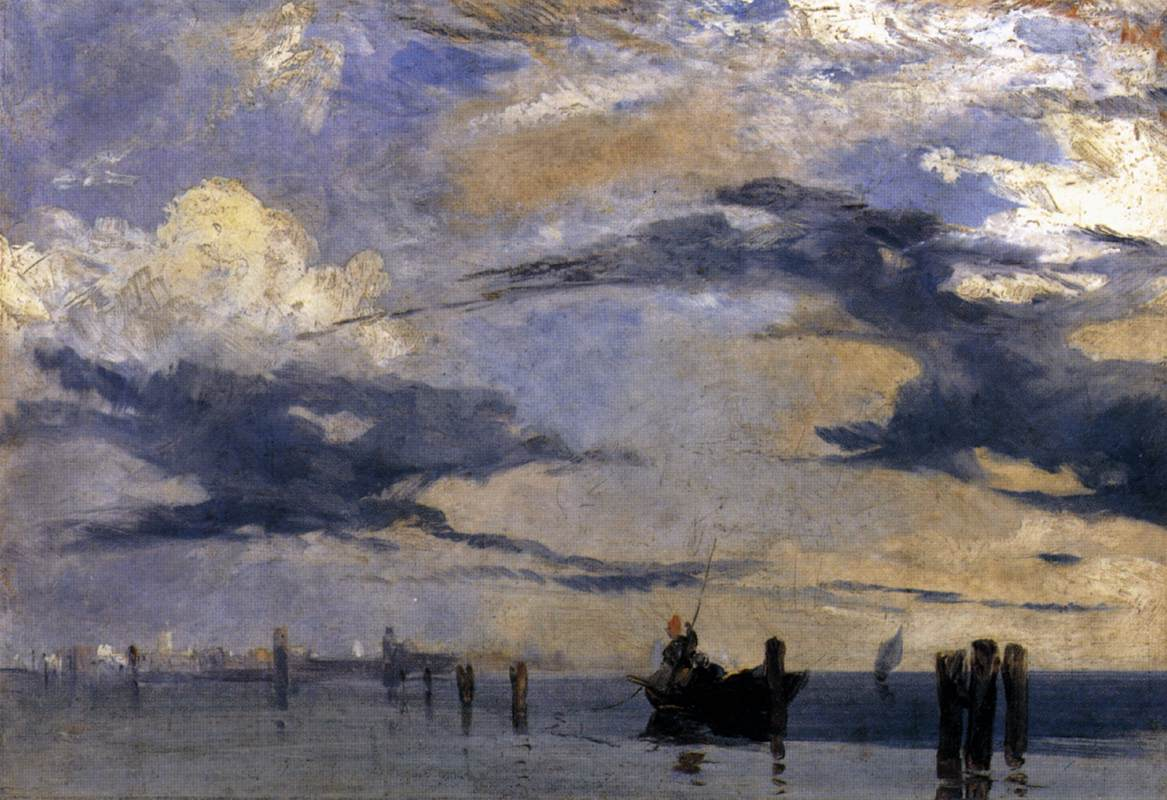
«Адріатика», 1826
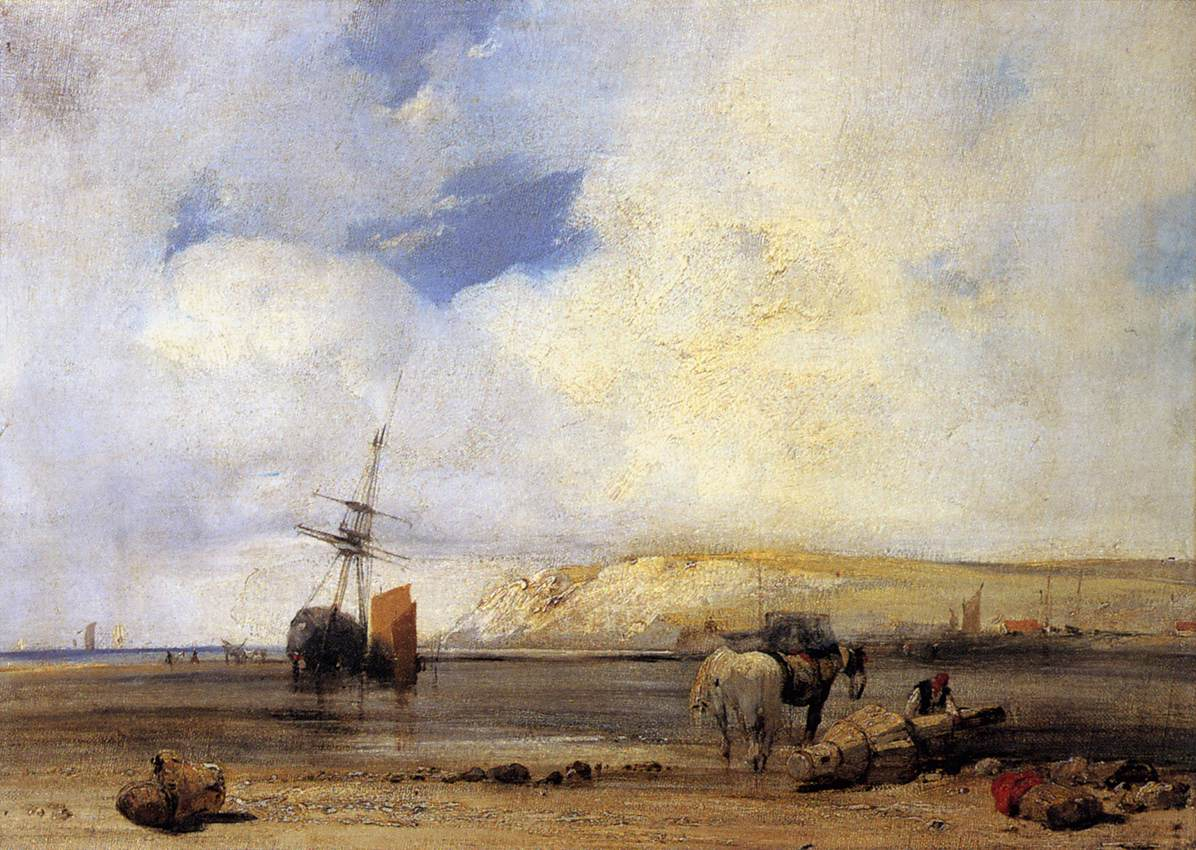
«Узбережжя Пікардії», 1826
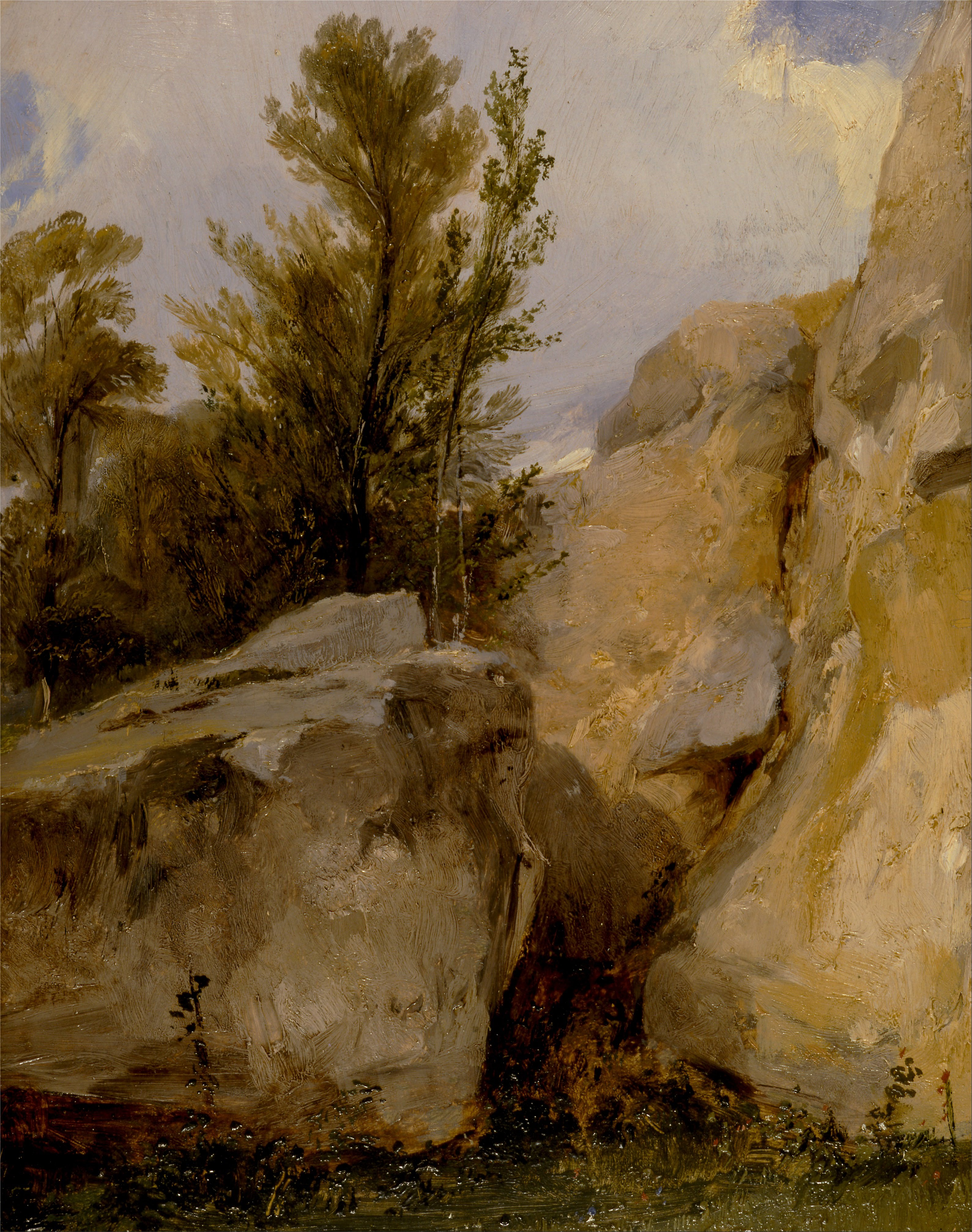
«В лісі Фонтенбло», 1825
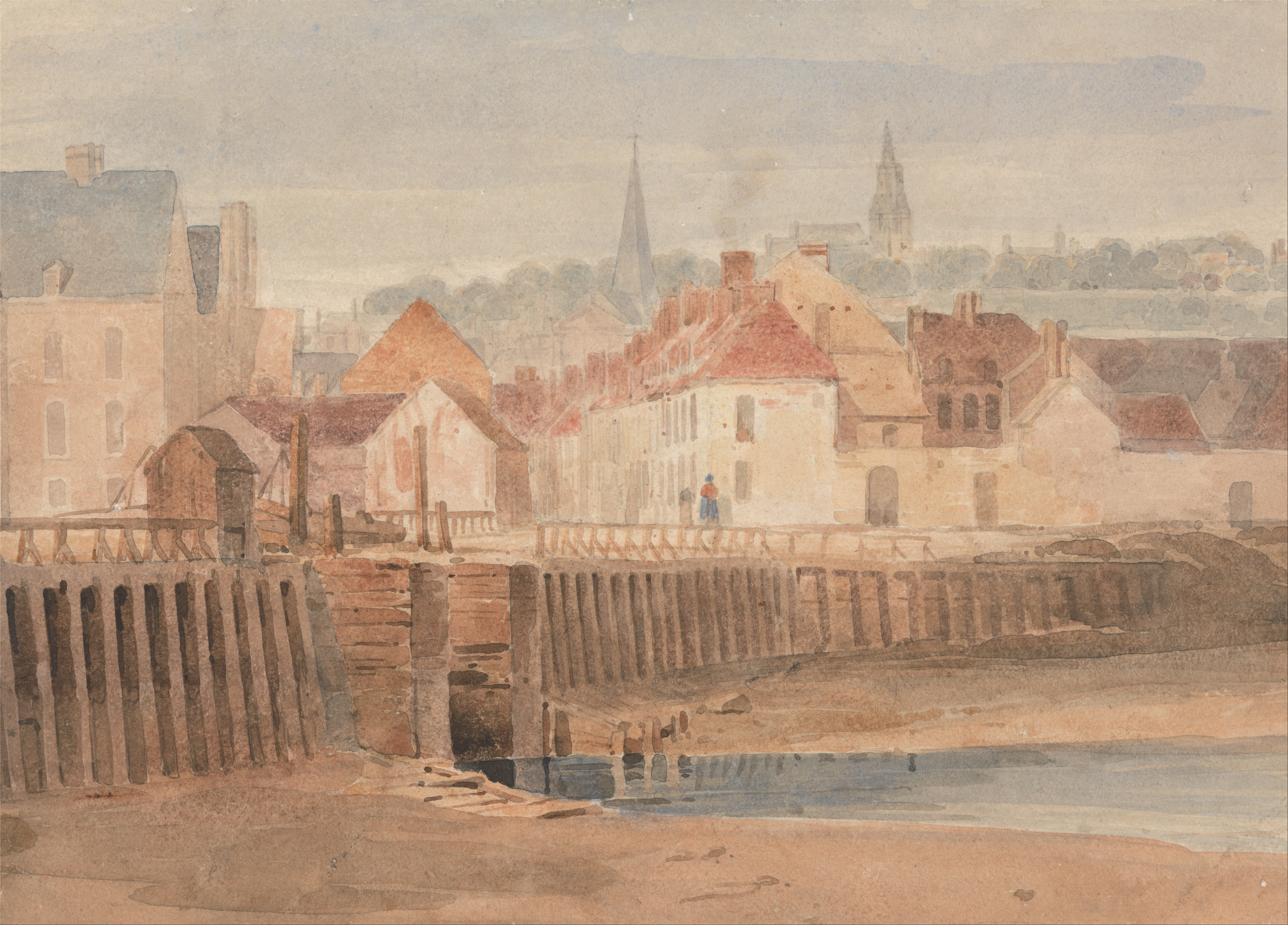
«Булонь. Затока», 1823